# Shérif du comté de Los Angeles
 (août 2024).
Si vous disposez d'ouvrages ou d'articles de référence ou si vous connaissez des sites web de qualité traitant du thème abordé ici, merci de compléter l'article en donnant les références utiles à sa vérifiabilité et en les liant à la section « Notes et références ».
Le shérif du comté de Los Angeles (en anglais : Sheriff of Los Angeles County) est la personne élue pour diriger le Los Angeles Sheriff Department en Californie aux États-Unis. Le shérif actuel, Robert Luna, est en fonction depuis le 5 décembre 2022.

## Liste des shérifs
| No. | Portrait | Officeholder         | Tenure start | Tenure end |
| --- | -------- | -------------------- | ------------ | ---------- |
| 1   |          | George T. Burrill    | 1852         | 1855       |
| 2   |          | James R. Barton      | 1852         | 1855       |
| 3   |          | David W. Alexander   | 1856         | 1856       |
| 4   |          | Charles Egbert Hale  | 1856         | 1856       |
| 5   |          | James R. Barton †    | 1856         | 1856       |
| 6   |          | Elijah Bettis*       | 1857         | 1857       |
| 7   |          | William C. Getman †  | 1858         | 1858       |
| 8   |          | James P. Thompson*   | 1858         | 1859       |
| 9   |          | Tomas Avila Sanchez  | 1860         | 1867       |
| 10  |          | James F. Burns       | 1868         | 1871       |
| 11  |          | William R. Rowland   | 1871         | 1875       |
| 12  |          | David W. Alexander   | 1876         | 1877       |
| 13  |          | Henry M. Mitchell    | 1878         | 1879       |
| 14  |          | William R. Rowland   | 1880         | 1882       |
| 15  |          | Alvan T. Currier     | 1883         | 1884       |
| 16  |          | George E. Gard       | 1885         | 1886       |
| 17  |          | James C. Kays        | 1887         | 1888       |
| 18  |          | Martin G. Aguirre    | 1889         | 1890       |
| 19  |          | E. D. Gibson         | 1890         | 1892       |
| 20  |          | John C. Cline        | 1893         | 1894       |
| 21  |          | John Burr            | 1895         | 1898       |
| 22  |          | William A. Hammel    | 1899         | 1902       |
| 23  |          | Will A. White        | 1903         | 1906       |
| 24  |          | William A. Hammel    | 1907         | 1914       |
| 25  |          | John C. Cline        | 1915         | 1921       |
| 26  |          | William I. Traeger*  | 1921         | 1932       |
| 27  |          | Eugene W. Biscailuz* | 1932         | 1958       |
| 28  |          | Peter J. Pitchess    | 1959         | 1982       |
| 29  |          | Sherman Block*       | 1982         | 1998       |
| 30  |          | Lee Baca             | 1998         | 2014       |
| 31  |          | John Scott*          | 2014         | 2014       |
| 32  |          | Jim McDonnell        | 2014         | 2018       |
| 33  |          | Alex Villanueva      | 2018         | 2022       |
| 34  |          | Robert Luna          | 2022         | Incumbent  |

* Intérim
† Tué dans l'exercice de ses fonctions